# 立岩遺跡
座標: 北緯33度39分04.6秒 東経130度41分36.3秒 / 北緯33.651278度 東経130.693417度
立岩遺跡（たていわいせき）、または立岩遺跡群（たていわいせきぐん）は、福岡県飯塚市立岩にある弥生時代を中心とする遺跡群。このうち立岩堀田遺跡（たていわほったいせき）の甕棺墓群出土遺物は国の重要文化財に指定されている。その遺跡規模から『三国志』に見える不弥国の中心地に比定する見解がある。

## 概要
遠賀川の上流、嘉穂盆地を臨む立岩丘陵上には、弥生時代の遺跡が数多く分布しており、総称して立岩遺跡または立岩遺跡群と呼ばれている。甕棺墓群の立岩堀田遺跡を中心として、立岩・焼ノ正遺跡（たていわ・やけのしょういせき）や立岩運動場遺跡（たていわうんどうじょういせき）などがあり、1933年（昭和8年）の市営グランド造成工事で立岩運動場遺跡が発見されたことを契機として、九州帝国大学の中山平次郎が学会に紹介した。
1963年（昭和38年）から1965年（昭和40年）にかけての立岩堀田遺跡における発掘調査では、甕棺墓43基・貯蔵穴26基が検出され、甕棺内から前漢時代の銅鏡10面をはじめ、鉄製の剣・戈・鏃・釶（やりがんな）、銅矛が出土した。また大量のガラス製や南海産ゴホウラ貝製の装身具類なども検出された。

## 文化財
立岩堀田遺跡は「立岩・堀田甕棺遺跡」の名称で飯塚市指定史跡に指定されており、出土遺物は1977年（昭和52年）6月11日に国の重要文化財に指定されている。このほか、立岩・焼ノ正遺跡出土の銅戈鋳型片や、立岩運動場遺跡の出土遺物が飯塚市指定有形文化財に指定され飯塚市歴史資料館に収蔵されている。

## 関連文献
- 岡崎, 敬、小田, 富士雄、児嶋, 隆人、下條, 信行、高島, 忠平、永井, 昌文、永松, 土巳、布目, 順郎 ほか『立岩遺蹟』飯塚市教育委員会内 立岩遺蹟調査委員会、1977年3月。 NCID BN02830660。